# Provincia di Cebu
Cebu (Sugbo in cebuano) è un'isola e provincia delle Filippine, situata nell'arcipelago delle Visayas e appartenente alla regione del Visayas Centrale. Ne è capoluogo la città di Cebu.
L'isola ha forma stretta e allungata che si estende per 225 km da nord a sud ed è circondata da 167 isole e isolette più piccole tra cui Mactan, Bantayan e le Camotes. 
La provincia di Cebu si estende su un'area di 5.088,4 km² e conta 3.848.919 abitanti.
Cebu è una delle province più sviluppate del Paese. La città metropolitana denominata Metro Cebu, che include Mandaue e Lapu-Lapu, è la seconda del Paese, superata soltanto da Manila.
L'aeroporto internazionale Lapu-Lapu Mactan-Cebu, nella città di Lapu-Lapu, dista circa 30 minuti del centro di Cebu.

## Geografia fisica
L'isola di Cebu, al centro dell'arcipelago delle Visayas, ha una forma molto allungata in direzione nord-sud (225 km)e si estende tra le latitudini 9°25'N e 11°15'N e le longitudini 123°13'E e 124°5'E. Ad est, separate dallo stretto di Cebu, ci sono le isole di Leyte e più a sud di Bohol. Ad ovest, separata dallo stretto di Tañon c'è l'isola di Negros.
Attorno all'isola principale ci sono altre 167 isole che fanno parte della provincia di Cebu; alcune di esse sono molto piccole e disabitate o sfruttate solo per fini turistici. Tra le isole secondarie più importanti ci sono Mactan, che rientra nell'area metropolitana di Cebu e ne ospita l'aeroporto, Bantayan, Malapascua, Olango con la sua oasi avifaunistica e le Camotes, quattro isole ad est di Cebu, comprese tra Leyte e Bohol.

## Geografia antropica

### Suddivisioni amministrative
La provincia di Cebu comprende 47 municipalità, 3 città componenti e 3 città indipendenti altamente urbanizzate.

#### Città indipendenti
- Cebu (Metro Cebu) - Città altamente urbanizzata HUC
- Lapu-Lapu (Metro Cebu) - Città altamente urbanizzata HUC
- Mandaue (Metro Cebu) - Città altamente urbanizzata HUC

#### Città componenti
- Danao (Metro Cebu)
- Talisay (Metro Cebu)
- Toledo

#### Municipalità
- Alcantara
- Alcoy
- Alegria
- Aloguinsan
- Argao
- Asturias
- Badian
- Balamban
- Bantayan
- Barili
- Bogo
- Boljoon
- Borbon
- Carcar (Metro Cebu)
- Carmen
- Catmon
- Compostela (Metro Cebu)

- Consolacion (Metro Cebu)
- Cordova (Metro Cebu)
- Daanbantayan
- Dalaguete
- Dumanjug
- Ginatilan
- Liloan (Metro Cebu)
- Madridejos
- Malabuyoc
- Medellin
- Minglanilla (Metro Cebu)
- Moalboal
- Naga (Metro Cebu)
- Oslob
- Pilar

- Pinamungahan
- Poro
- Ronda
- Samboan
- San Fernando (Metro Cebu)
- San Francisco
- San Remigio
- Santa Fe
- Santander
- Sibonga
- Sogod
- Tabogon
- Tabuelan
- Tuburan
- Tudela

## Società

### Lingue e dialetti
A Cebu la lingua più diffusa è il Cebuano che è la lingua degli indigeni dell'isola di Cebu, diffusasi in tutte le Filippine centrali e meridionali, tanto che si calcola che sia parlata da 20 milioni di persone. Si parlano poi altre lingue delle Visayas, varianti dell'Hiligaynon e del Waray-Waray come il Porohanon nelle Camotes o il Bantayan Visayan a Bantayan e nella parte settentrionale di Cebu. Tra la popolazione meticcia è in uso lo spagnolo mentre l'inglese è usato come lingua commerciale, nelle scuole e nelle istituzioni.